# Tišnovsko
Tišnovsko je svazek obcí dle zákona o obcích a sdružuje obce severozápadně od Brna okolo Tišnova v okrese Brno-venkov. Obce jsou v údolí řeky Svratky a okolí, část obcí byla převedena z kraje Vysočina do Jihomoravského Kraje. Svazek sdružuje 43 obcí.

## Obce sdružené v mikroregionu Tišnovsko
- Borač
- Braníškov
- Brumov
- Březina (dříve okres Tišnov)
- Bukovice
- Černvír
- Deblín
- Dolní Loučky
- Doubravník
- Drahonín
- Drásov
- Hluboké Dvory
- Horní Loučky
- Hradčany
- Kaly
- Katov
- Křižínkov
- Kuřimská Nová Ves
- Kuřimské Jestřabí
- Lažánky
- Lomnice
- Lomnička
- Lubné
- Malhostovice
- Nedvědice
- Nelepeč-Žernůvka
- Níhov
- Olší
- Pernštejnské Jestřabí
- Předklášteří
- Rojetín
- Sentice
- Skalička
- Svatoslav
- Synalov
- Štěpánovice
- Tišnov
- Tišnovská Nová Ves
- Újezd u Tišnova
- Vohančice
- Vratislávka
- Žďárec
- Železné